# Robert Blake (admiraal)
Robert Blake (18 september 1599 – 17 augustus 1657) was een van de belangrijkste militaire bevelhebbers van de Commonwealth van Engeland, en een van de beroemdste Engelse admiraals van de 17de eeuw.
Blake werd als een van dertien kinderen geboren in Bridgwater, Somerset, waar zijn vader koopman was. Na het doorlopen van de Universiteit van Oxford had hij gehoopt om een academische carrière te volgen. Hij slaagde er echter niet in een beurs te krijgen. Zijn politieke en godsdienstige meningen waren hier waarschijnlijk debet aan. Hij keerde terug naar Bridgwater, waarschijnlijk ten tijde van de dood van zijn moeder in 1638, en besloot om in het Parlement te gaan.

## Politicus
In 1640 werd Blake verkozen als Lid van het Parlement voor Bridgwater in het zgn. Korte Parlement. Toen de Engelse Burgeroorlog uitbrak én hij niet werd herkozen in het Lange Parlement begon Blake met zijn militaire carrière aan de kant van de parlementariërs, niet gehinderd door enige ervaring op militair of maritiem gebied.
Hij zou later enige tijd zitting nemen in het Parlement van Barebones van 1653 toen een verwonding, opgedaan tijdens de Driedaagse Zeeslag hem verhinderde naar zee terug te keren.

## Te land
De beroemdste prestaties van Blake waren op het land de Belegering van Bristol (juli 1643), Belegering van Lyme (april 1644), Belegering van Taunton (1645) en de Belegering van Dunster (november 1645). In Taunton verklaarde hij volgens zeggen "dat hij vier paren laarzen had dat hij er drie paar zou opeten alvorens hij zich zou overgeven".

## Ter zee
In 1649 werd Blake benoemd tot generaal-ter-zee (general at sea, een rang die overeenkomt met die van admiraal). Hij wordt vaak de "vader van de Koninklijke Marine" genoemd. Dat is vooral omdat hij grotendeels verantwoordelijk was voor de bouw van de grootste marine die het land ooit had gehad. De oorlogsvloot werd uitgebreid van een paar tientallen schepen tot aan over de honderd. Hij was de eerste die een vloot tijdens de winter op zee wist te houden. Hij ontwikkelde nieuwe technieken om blokkades en landingen uit te voeren; zijn "Sailing Instructions" en "Fighting Instructions" , die hij schreef toen hij van zijn verwonding thuis herstelde, waren de belangrijke herzieningen van de geschreven zeetactiek in die eeuw en de eeuw die volgde. Hij was bijvoorbeeld ook de eerste die herhaaldelijk met succes onder vuur van kustforten wist aan te vallen.

## Engelse Burgeroorlog
Op 11 januari 1649 leidde Prins Rupert van de Rijn acht schepen naar Kinsale in Ierland. Hij wilde de Parlementariërs tegenhouden en de Royalisten steunen die Ierland voor de koning wilden behouden. De schepen werden vanaf 22 mei geblokkeerd in Kinsale zodat Cromwell in staat was om op 15 augustus in Dublin te landen. Door een onweer in oktober wist Rupert te ontsnappen en voer via Spanje naar Lissabon, waar hij zijn Royalistische vloot uitbreidde tot 13 schepen. Blake ging hem achterna met 12 schepen in februari 1650 en blokkeerde de haven van Lissabon net zo lang tot de Portugese koning zijn steun aan Prins Rupert opgaf. Rupert slaagde er tweemaal niet in om de blokkade te breken. Blake bleef de Royalistische schepen achtervolgen en blokkeren, leverde met zijn 12 schepen drie uur slag met 23 Portugese schepen en bracht de Portugese viceadmiraal tot zinken. Twee dagen later liepen de laatste van Prins Ruperts schepen aan de grond bij Cartagena. De reputatie van de Parlementaire regering was hiermee in heel Europa gevestigd, veel Europese staten gingen ertoe over om de Parlementaire overheid te erkennen. Het Parlement schonk bij wijze van dank een bedrag van 1000 pond aan Blake in februari 1651. In juni van hetzelfde jaar veroverde Blake de Eilanden van Scilly, de laatste buitenpost van de Royalistische marine. Door zijn doortastend optreden op zee kon Cromwell zich concentreren op zijn land-offensief, bijvoorbeeld tegen Schotland. Tegen eind 1652 waren ook de diverse Engelse kolonies in Amerika voor het Parlement gewonnen.

## Eerste Engels-Nederlandse Oorlog
De oorlog begon al voor hij verklaard was met een schermutseling tussen de Nederlandse vloot van Maarten Tromp en Blake bij Folkestone op 29 mei 1652, de Slag bij Dover. De echte oorlog begon in juni met een Engelse campagne tegen Nederlands-Indië, de Baltische handel en visserijhandel door Blake met een vloot van rond de 60 schepen. Op 5 oktober 1652 probeerde de Nederlandse viceadmiraal Witte de With, die de sterkte van de Engelsen onderschatte, om Blake aan te vallen, maar wegens het weer was het Blake die op 8 oktober 1652 in de Slag bij de Hoofden aanviel en de With verslagen terugstuurde naar Nederland. De Engelse overheid scheen nu te denken dat de oorlog over was en zond schepen weg naar het Middellandse Zeegebied. Blake had slechts 42 oorlogsschepen toen hij werd aangevallen door een overmacht van 88 Nederlandse schepen onder Tromp op 9 december 1652 in de Slag bij de Singels. Hij werd verslagen en hij verloor de controle van het Kanaal aan de Nederlanders. Ondertussen waren de weggezonden schepen ook verslagen in de Slag bij Livorno.
Na een belangrijke reorganisatie van de marine koos Blake weer zee in begin 1653 met rond de 75 schepen. Hij zocht Tromp op die met een vergelijkbare vloot op zee was om koopvaarders naar huis te begeleiden. In de Driedaagse Zeeslag vanaf 28 februari tot en met 2 maart 1653 bleken de nieuwe tactieken uiteindelijk sterker, maar Tromp ontsnapte met zijn konvooi onder de dekking van de duisternis.
Bij de Slag bij Nieuwpoort op 12 juni en 13 juni 1653 ondersteunde Blake de schepen van generaals Richard Deane en George Monck en versloeg de Nederlandse vloot die 17 schepen verloor. Het Kanaal was weer onder Engelse controle, en de Nederlandse vloot werd geblokkeerd in haar havens alvorens ze definitief werd verslagen bij de Slag bij Ter Heijde, waar Tromp werd gedood.
Nadat de vrede met Nederland was bereikt voer Blake in oktober 1654 met 24 oorlogsschepen naar het Middellandse Zeegebied, waar hij met succes de Hertog van Guise weerhield van het veroveren van Napels.

## Bei van Tunis
In april 1655 werd Blake uitgezonden naar het Middellandse Zeegebied om de Barbarijse zeerovers te bestrijden die Engelse schepen hadden aangevallen. De bei van Tunis weigerde om schadevergoeding te betalen. Met 15 schepen vernietigde Blake de 2 kustbatterijen en 9 Algerijnse schepen in Porto Farina. Dit was de eerste keer dat kustbatterijen aan wal genomen werden zonder een landingsoperatie.

## Anglo-Spaans Oorlog
In februari 1656 draaide de commerciële rivaliteit met Spanje al snel uit op oorlog. In de Engels-Spaanse oorlog blokkeerde Blake Cádiz, waarbij een van zijn kapiteins, Richard Stayner het grootste deel van een Spaanse retourvloot. Een galjoen gevuld met schatten werd veroverd, en het totale verlies aan Spanje werd geschat op 2 miljoen pond. Blake handhaafde de blokkade die hele winter, en dat was eerste keer dat de vloot tijdens de winter op zee was gebleven.
In 1657 overwon Blake een Spaanse West-Indische Vloot na de inname van Jamaica. Op 20 april dat jaar vernietigde hij een Spaanse zilvervloot van 16 schepen bij de Baai van Santa Cruz, Tenerife. Hij opereerde onder het vuur van kustbatterijen, maakte gebruik van het getij tijdens zowel de aanval als het terugtrekken en verloor daarbij zelf één schip. Voor deze actie werd hij door Cromwell werd beloond met een bijzonder dure diamanten ring. Ook Lord Nelson zwaaide hem 140 jaar op diezelfde plek alle eer toe - voor hij daar zijn arm verloor.

## Dood
Na een tijdje opnieuw voor Cádiz gekruist te hebben keerde Blake terug naar huis. Hij kreeg weer last van oude verwondingen en stierf aan boord in het zicht van Plymouth. Hij werd met alle eer begraven in de Westminster Abbey. Na het herstel van de Monarchie werd zijn lichaam echter weer opgegraven en gedumpt in een gemeenschappelijk graf op het bevel van de nieuwe koning, Charles II.

## Verwanten
De broer Benjamin Blake (1614-1689) diende onder Robert, emigreerde naar Carolina in 1682 en was de vader van Joseph Blake, gouverneur van Zuid-Carolina in 1694 en van 1696 tot 1700.
Een andere broer Samuel Blake vocht onder Popham alvorens te worden gedood in een duel in 1645.

## Eerbetoon
Een reeks schepen in de Royal Navy heeft de naam HMS Blake ter ere van de admiraal gedragen. De klok van de laatste HMS Blake, die in 1982 werd afgedankt, wordt tentoongesteld in de Kerk van de Heilige Mary, Bridgwater.